# Eurochild
Eurochild – sieć organizacji i osób prywatnych działających na terenie Europy na rzecz poprawy jakości życia dzieci i młodzieży. 

## Cele
Działania organizacji obejmują w głównej mierze:
- promowanie poglądu, że dziecko jest jednostką ludzką i posiada ściśle określone prawa,
- nakłanianie kół decydenckich do uwzględniania dobra dzieci we wszystkich decyzjach ich dotyczących,
- zachęcanie wszelkich środowisk prowadzących szeroko rozumianą pracę z dziećmi do stosowania podejścia skupionego na dziecku,
- udzielanie głosu dzieciom i młodzieży poprzez promocję zasad współuczestnictwa, edukowanie o przysługujących im prawach, a także wspieranie organizacji prowadzonych przez młodzież i dzieci[1].

## Historia
Organizacja ewoluowała z dawnego Europejskiego Forum ds. Opieki nad Dziećmi (EFCW), który był europejskim oddziałem IFCW (Międzynarodowe Forum na rzecz Opieki nad Dziećmi). W 2003 kilku członków EFCW postanowiło rozwiązać EFCW i założyć nową organizację. 19 marca 2004 odbyło się inauguracyjne spotkanie Eurochild w Brukseli. Prezesem nominowano wówczas Catrionę Williams (obecnie jest to Norah Gibbons).
W 2013 sieć (będąca partnerem Komisji Europejskiej) skupiała 116 organizacji z 35 krajów Europy. Siedzibą jest Bruksela (Belgia).